# 김다원 (프로게이머)
김다원(2004년 7월 12일 ~)는 대한민국의 전직 카트라이더 프로게이머로 아이디는 Hero를 사용했다.

## 선수 시절
2022년 2월, AxelZ 소속으로 활동하면서 커리어를 시작했다. 2022-1시즌 팀전 4위, 개인전 우승을 달성했다. 첫 시즌에 개인전 우승을 달성하면서 로열로더가 되었다.
2022년 6월 19일, DFI 블레이즈에 입단했다. 2022-2시즌 팀전 3위, 개인전 12위를 달성했다. 2022수퍼컵 팀전 3위, 개인전 5위를 달성했다. 이후 팀에서 퇴단했다.
2023년 3월, Aura 소속으로 활동한다. 프리시즌1 팀전 3위를 달성했다. 프리시즌2 팀전 5위, 개인전 9위를 기록했다.
2023년 8월 16일, 미래엔세종에 입단했다. 2023시즌 팀전 3위, 개인전 3위를 달성했다. 이후 팀이 해체되었다.

## 소속팀
| # | 팀명         | 소속 기간                 | 소속 리그 | 비고 |
| - | ------------ | ------------------------- | --------- | ---- |
| 1 | AxelZ        | 2022.02.26. ~ 2022.06.19. | KRL       |      |
| 2 | DFI 블레이즈 | 2022.06.19. ~ 2023.01.07. | KRL       |      |
| 3 | Aura         | 2023.03.26. ~ 2023.08.04. | KDL       |      |
| 4 | 미래엔세종   | 2023.08.16. ~ 2023.12.09. | KDL       |      |

## 수상 내역

### 크레이지레이싱 카트라이더
공식 대회 우승 1회
- 2022 신한은행 헤이영 카트라이더 리그 시즌 1 개인전 우승
- 2022 신한은행 헤이영 카트라이더 리그 시즌 2 팀전 3위
- 2022 신한은행 쏠 카트라이더 리그 수퍼컵 팀전 3위

### 카트라이더: 드리프트
- 카트라이더: 드리프트 리그 프리시즌 1 팀전 3위
- 2023 대전 레이싱 챌린지 우승
- 2023 카트라이더: 드리프트 리그 팀전 3위
- 2023 카트라이더: 드리프트 리그 개인전 3위